# Solaio Varese

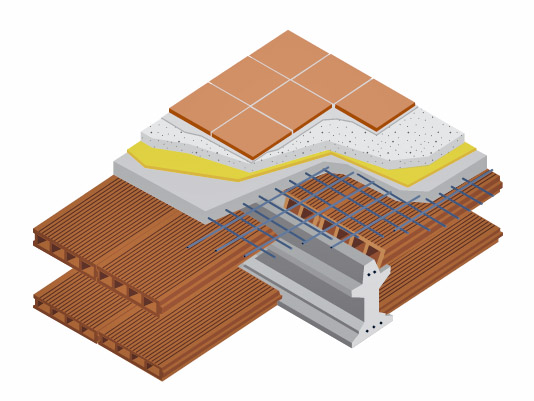
Solaio di tipo "Varese" con intercapedine e tavelloni

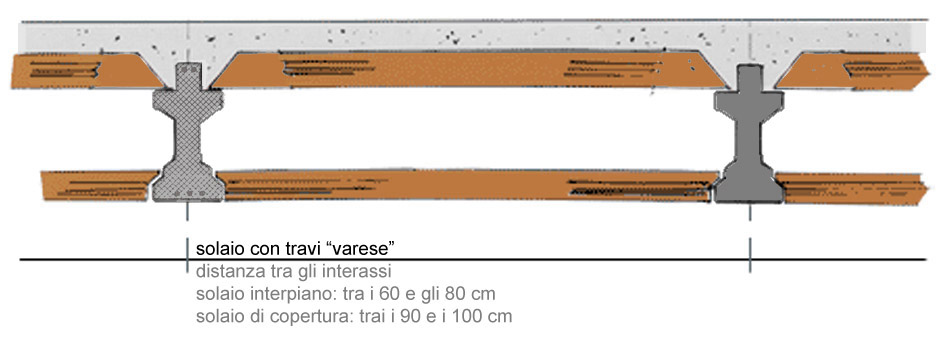
Sezione solaio di tipo "Varese" con intercapedine e tavelloni

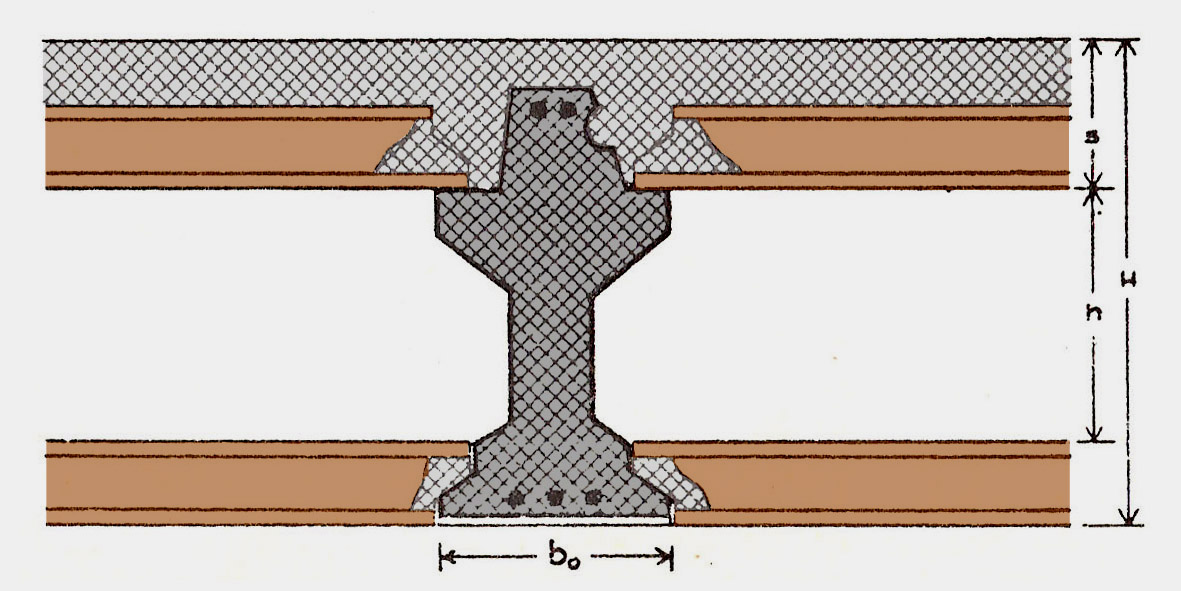
Dettaglio sezione solaio di tipo "Varese" con intercapedine e tavelloni

Il solaio Varese è un tipo di solaio in laterocemento costituito da travetti prefabbricati in calcestruzzo armato ad armatura lenta, con interposti tavelloni in laterizio disposti in duplice ordine, a formare una camera d'aria. Nei solai con travi tipo "Varese" il tavellone viene posato sulla parte superiore della trave come cassero a perdere per la soletta di calcestruzzo armato, che ha la funzione di ripartire i carichi e rendere monolitica la struttura.
Molte strutture di copertura realizzate con solai Varese sono del tipo "rasato", ossia senza la presenza del getto superiore.
I tavelloni poggianti sull'ala superiore della trave sono in genere del tipo a taglio obliquo per favorire la penetrazione del conglomerato nelle forature e migliorare monoliticità della struttura.
Le tavelle di intradosso sono in genere di tipo "Varese", con taglio a gradino.